# 栗头八色鸫
栗头八色鸫（学名：Hydrornis oatesi），俗名锅巴雀，是八色鸫科蓝八色鸫属的一种，分布于缅甸、老挝、中国大陆、越南、泰国和马来西亚。该物种的保护状况被评为无危。
栗头八色鸫的平均体重约为120.5克。栖息地包括亚热带或热带的湿润低地林和亚热带或热带的湿润山地林，常在茂密的常绿阔叶林下的荫湿处活动。该物种的模式产地在缅甸勃固山脉。

## 亚种
- 栗头八色鸫滇南亚种（学名：Hydrornis oatesi castaneiceps），俗名粟头八色鸫云南亚种。分布于越南、老挝以及中国大陆的云南等地。该物种的模式产地在越南沙坝。[3]
- 栗头八色鸫指名亚种（学名：Hydrornis oatesi oatesi）。分布于缅甸、泰国、老挝以及中国大陆的云南等地。该物种的模式产地在缅甸。[4]